# ثعلبية غمدية
الثعلبية الغمدية (باللاتينية: Alopecurus vaginatus) نوع نباتي يتبع جنس الثعلبية من الفصيلة النجيلية.

## الموئل والانتشار
موطن النبات في بلاد الشام والقوقاز.

## مرادفات للاسم العلمي
- ذيل الثعلب الغمدي (باللاتينية: Polypogon vaginatus Willd.)
- (باللاتينية: Colobachne vaginata (Willd.) P. Beauv.)